# شهرستان لوهه
لوهی کانتی (به لاتین: Luhe County) یک شهرستان در جمهوری خلق چین است که در شانوی واقع شده‌است.

## خصوصیات
لوهی کانتی ۹۸۶ کیلومترمربع مساحت و ۳۴۶٬۰۰۰ نفر جمعیت دارد.